# Mammillaria schwarzii
Mammillaria schwarzii (укр. Мамілярія Шварца, мамілярія шварці) — сукулентна рослина з роду мамілярія (Mammillaria) родини кактусових (Cactaceae).

## Історія
Вид вперше описаний англійським ботаніком, фахівцем з мамілярій Ернестом Вільямом Шурлі (англ. Ernest William Shurly, 1888—1963) у 1949 році у виданні англ. «Cactus Journal». Він був одним з постійних і найактивніших членів Товариства любителеів кактусів і сукулентів Великої Британії (англ. (National Cactus and Succulent Society of Great Britain), а з 1956 року його головою та засновником і першим головою «Британської спілки любителів мамілярій».

## Етимологія
Видова назва дана на честь німецького колекціонера рослин Фріца Шварца (нім. Fritz Schwarz, 1898—1971), що збирав кактуси в Мексиці. Він вислав зразки Mammillaria schwarzii з Мексики Ернесту Шурлі, який за ними і описав цей вид.

## Ареал і екологія
Mammillaria schwarzii є ендемічною рослиною Мексики. Ареал розташований на півночі штату Гуанахуато. Рослини зростають на висоті від 2150 до 2400 метрів над рівнем моря біля Сан-Феліпе на крутій вулканічній скелі близько 4 км завдовжки у напівпустелі (передгірська маттораль) і дубовому лісі.

## Морфологічний опис
| Орган              | Опис |
| Рослини            | формують групи.                                                                                                |
| Коріння            | |
| Стебло             | кулясте, до 3 см заввишки, в діаметрі 3,5 см.                                                                  |
| Епідерміс          | |
| Маміли             | циліндричні, з молочним соком.                                                                                 |
| Ареоли             | |
| Аксили             | з більш-менш 12 білими, тонкими щетинками, до 5 мм завдовжки.                                                  |
| Центральні колючки | 8-9, білі з темнішими кінцями, завдовжки 5-6 мм, одна вертикальна, друга пряма або з гачком, інші оточують їх. |
| Радіальні колючки  | 35-40, волосоподібні, блискучо-білі.                                                                           |
| Квіти              | білі з червоними центральними прожилками на пелюстках, до 15 мм завдовжки і в діаметрі.                        |
| Бутони             | |
| Зовнішні пелюстки  | |
| Внутрішні пелюстки | |
| Тичинки            | |
| Маточка            | |
| Плоди              | червоні. |
| Насіння            | чорне. |

## Чисельність, охоронний статус та заходи по збереженню
Mammillaria schwarzii входить до Червоного списку Міжнародного союзу охорони природи на межі зникнення (CR).
Вид має площу розміщення менше 100 км². Він знайдений лише в одному місці, і продовжується спад його чисельності. Серед кактусів цей вид має найвищі темпи природного коливання чисельності, що робить його схильним до швидкого зниження кількості рослин. Поточна чисельність рослин становить менше 1000 особин.
Місцевість є стандартною зупинкою для туристів з Європи, що цікавляться кактусами і тепер добре відома як комерційним, так і любительським колекціонерам.
У Мексиці ця рослина занесена до Національного переліку видів, що перебувають під загрозою зникнення, де вона включена до категорії «підлягає особливій охороні».
Охороняється Конвенцією про міжнародну торгівлю видами дикої фауни і флори, що перебувають під загрозою зникнення (CITES).

## Використання та торгівля
Цей кактус збирається в дикій природі для використання як декоративного, що становить серйозну загрозу для виду.

## Утримання в культурі
Вид доволі складний для вирощування в культурі. Однак, колонію розміром 15 см в діаметрі можна виростити за 6 — 7 років, якщо використовувати проникну ґрунтову суміш (50 % проникних компонентів) і бути дуже обережними з поливом. Варто уникати поливу зверху, тому що вода затримується колючками. Потребує уримання в самому теплому і світлому місці — це забезпечить хороший розвиток колючок і квіток.
Насіння в культурі з 1950-х по 1970-ті роки поширював Фріц Шварц. Однак до місця зростання незабаром добралися збирачі, і рослини стали нелегально вивозитися з ареалу.